# Кирил Марков
Кирил Георгиев Марков с псевдоним „Златан“ е български партизанин, офицер, генерал-майор.

## Биография
Роден е през 1918 година в град Видин. От 1943 година е член на БКП. През 1943 година става партизанин в Трънския партизански отряд. По-късно е заместник-командир на първа софийска народоосвободителна бригада. След 9 септември 1944 година завършва Военната академия в София и Военната академия „Фрунзе“. Достига до звание генерал-майор през 1969 г.. В края на 60-те години е заместник-началник на управление „Бойна подготовка“ на Министерството на отбраната. Пише спомени.

## Спомени
- В бой последен. Партизански спомени, Партиздат, 1981
- Време неподкупно. Спомени, Партиздат, 1981